# Tractat de Capdepera
El Tractat de Capdepera va ser la solució adoptada per incorporar a Menorca sota el domini de la Corona de Aragó després de la conquesta de Mallorca el 1229. Va ésser signat el 17 de juny de 1231, en aquesta població de Mallorca, entre Jaume I i Abu-Abd-Al·lah Muhàmmad ibn Àhmad ibn Hixam, cadi de Manurqa, en què aquest reconeixia al rei aragonès la sobirania sobre la seua illa i es comprometia a pagar-li un tribut. Fou destronat el 1234 per Abu-Uthman Saïd ibn al-Hàkam al-Quraixí. Després de la mort de Jaume I, el beneficiari del tribut fou Jaume II de Mallorca i estigué vigent fins a la Conquesta aragonesa de Menorca el 1287.
El Tractat de Capdepera presenta similituds amb un ahd musulmà, però amb els actors canviats.